# Шеломово (деревня, Москва)
Шеломово — деревня в Троицком административном округе Москвы (до 1 июля 2012 года была в составе Наро-Фоминского района Московской области). Входит в состав района Бекасово.
Название, предположительно, произошло от некалендарного личного имени Шелом.

## Население
| 2002 | 2010 |
| ---- | ---- |
| 35   | ↗158 |

Согласно Всероссийской переписи, в 2002 году в деревне проживало 35 человек (18 мужчин и 17 женщин); преобладающая национальность — русские (100 %). По данным на 2005 год, в деревне проживало 42 человека.

## Расположение
Деревня Шеломово находится примерно в 29 км к западу от центра города Троицка. Ближайший населённый пункт — рабочий посёлок Киевский.

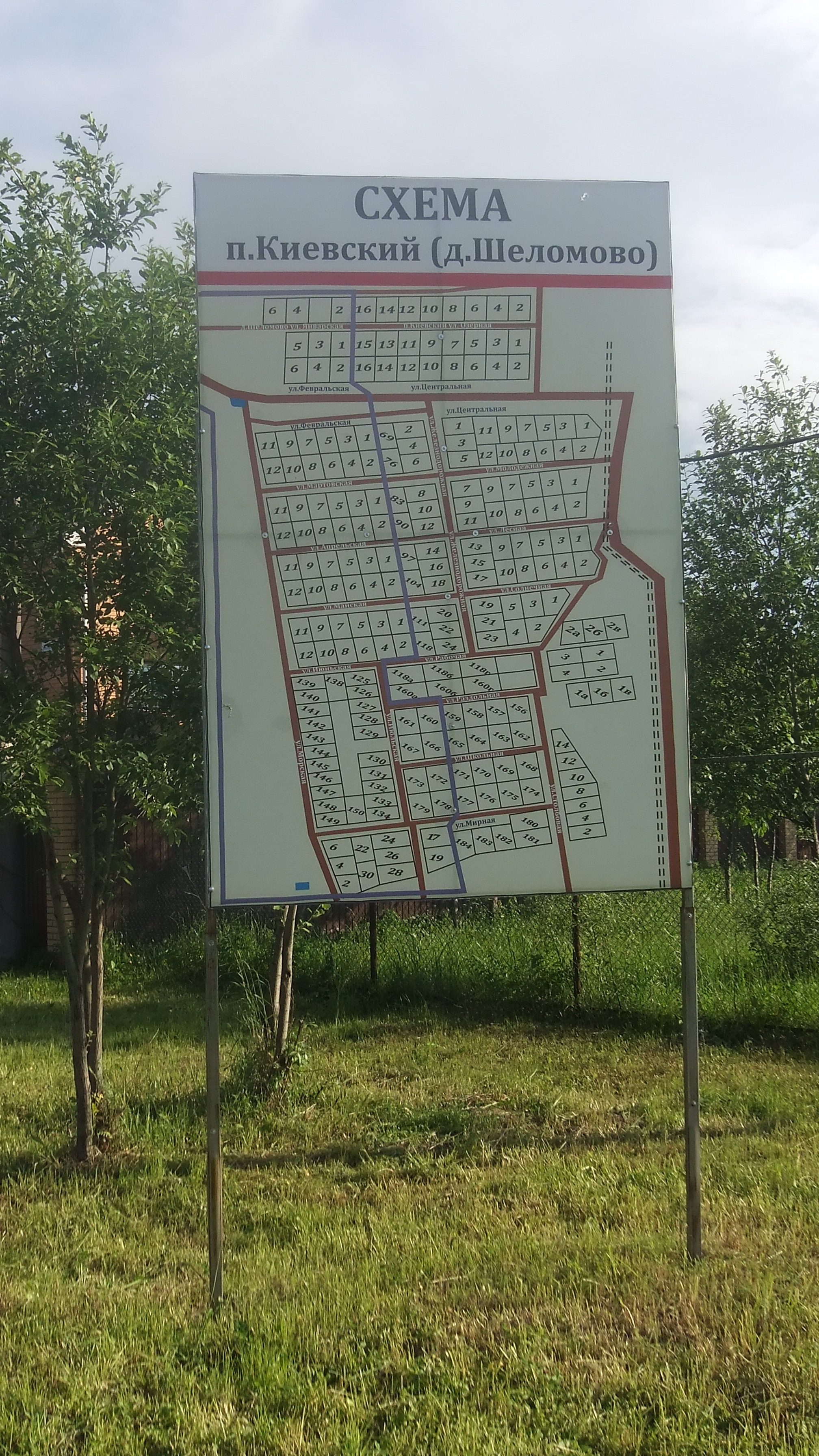
Схема коттеджной части пос. Киевский / дер. Шеломово

Деревня граничит на севере и востоке с коттеджной частью посёлка Киевский (см. схему на фотографии), часть улиц общая (ул. Центральная). Также на юге и западе находятся СНТ.
Рядом с деревней проходит улица Центральная, ведущая от Киевского шоссе (проходит в километре к северо-западу) к платформе Бекасово-Сортировочное Большого кольца Московской железной дороги, расположенной в 800 метрах северо-восточнее.

## Галерея

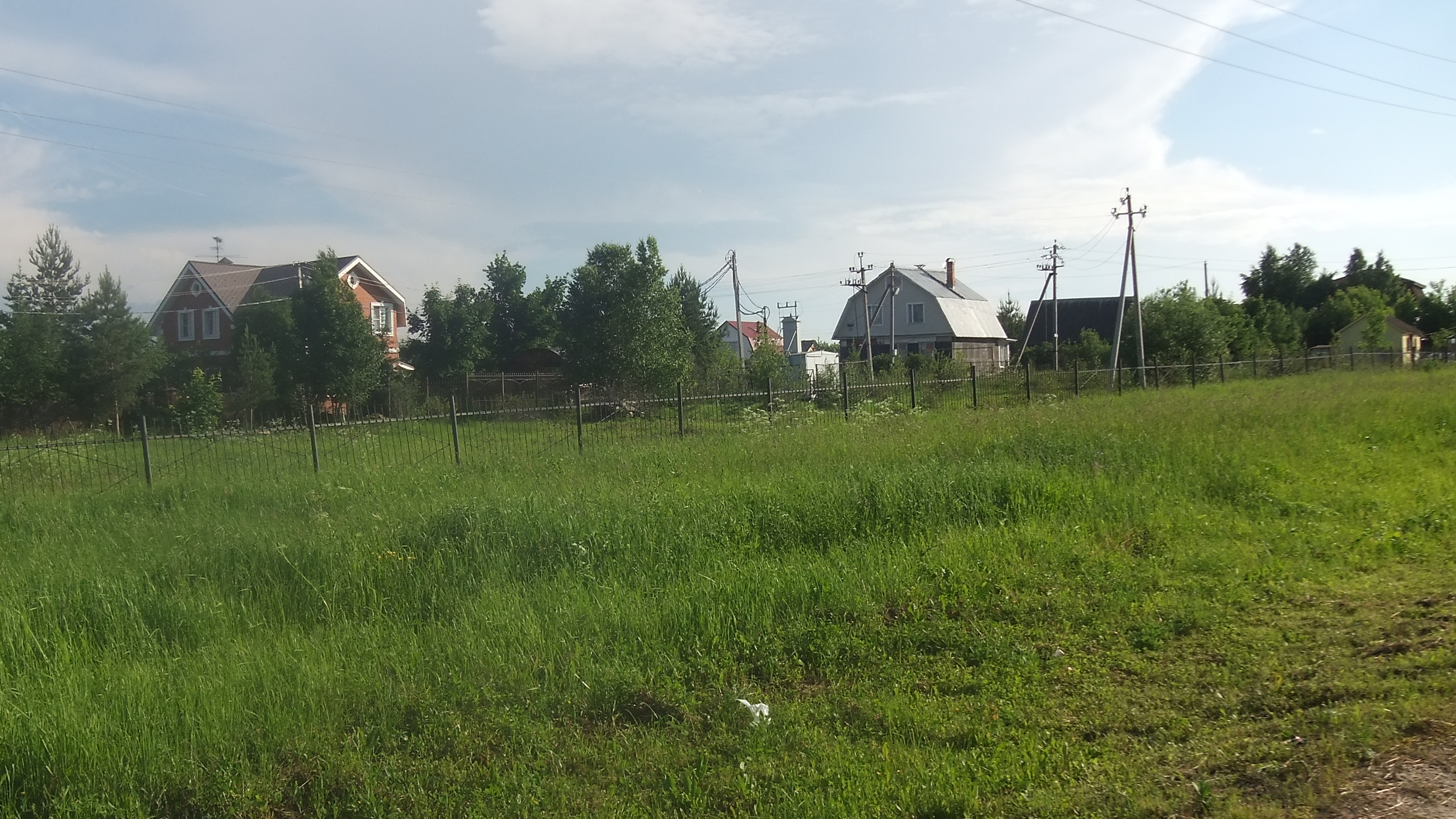
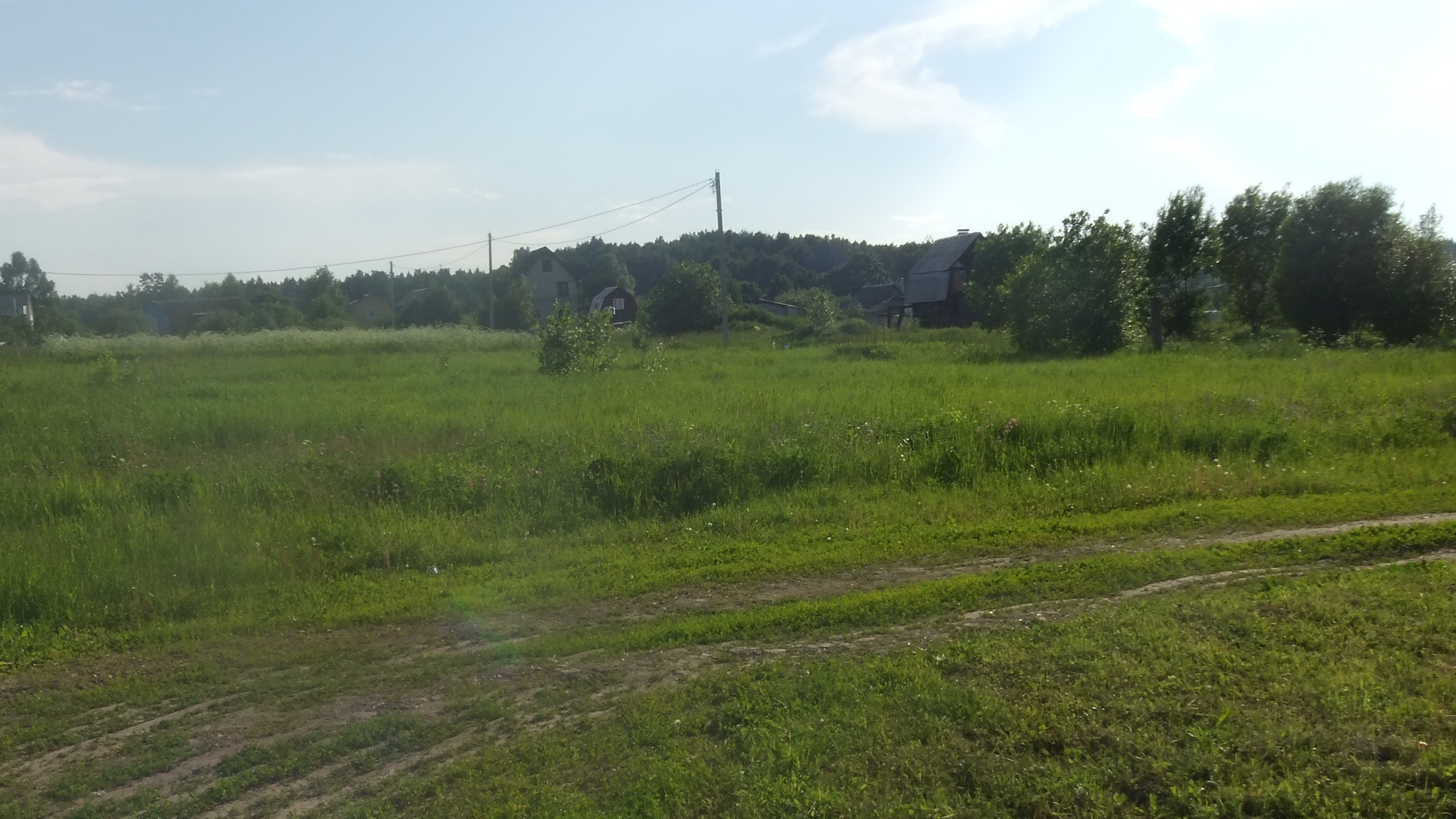
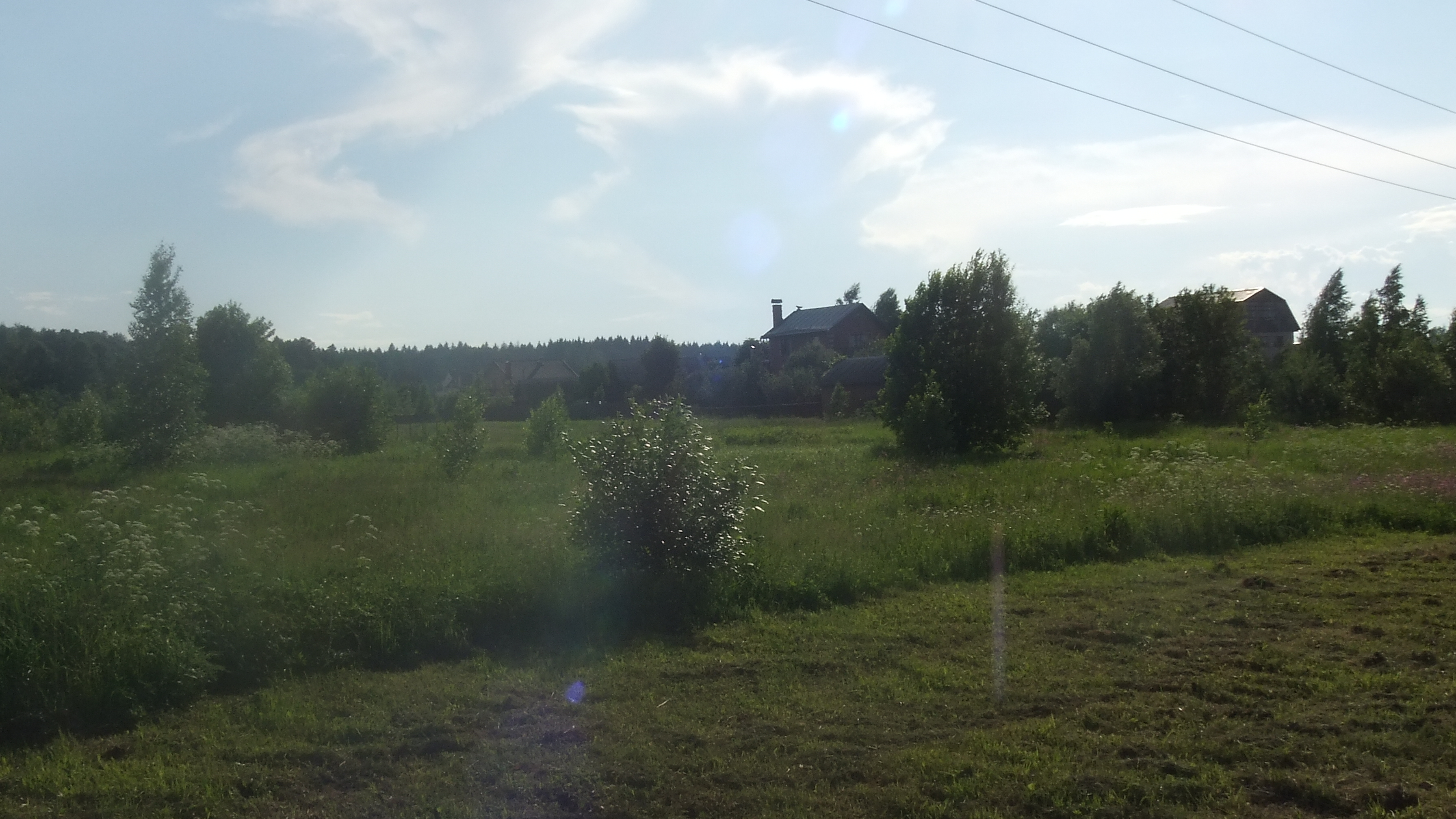
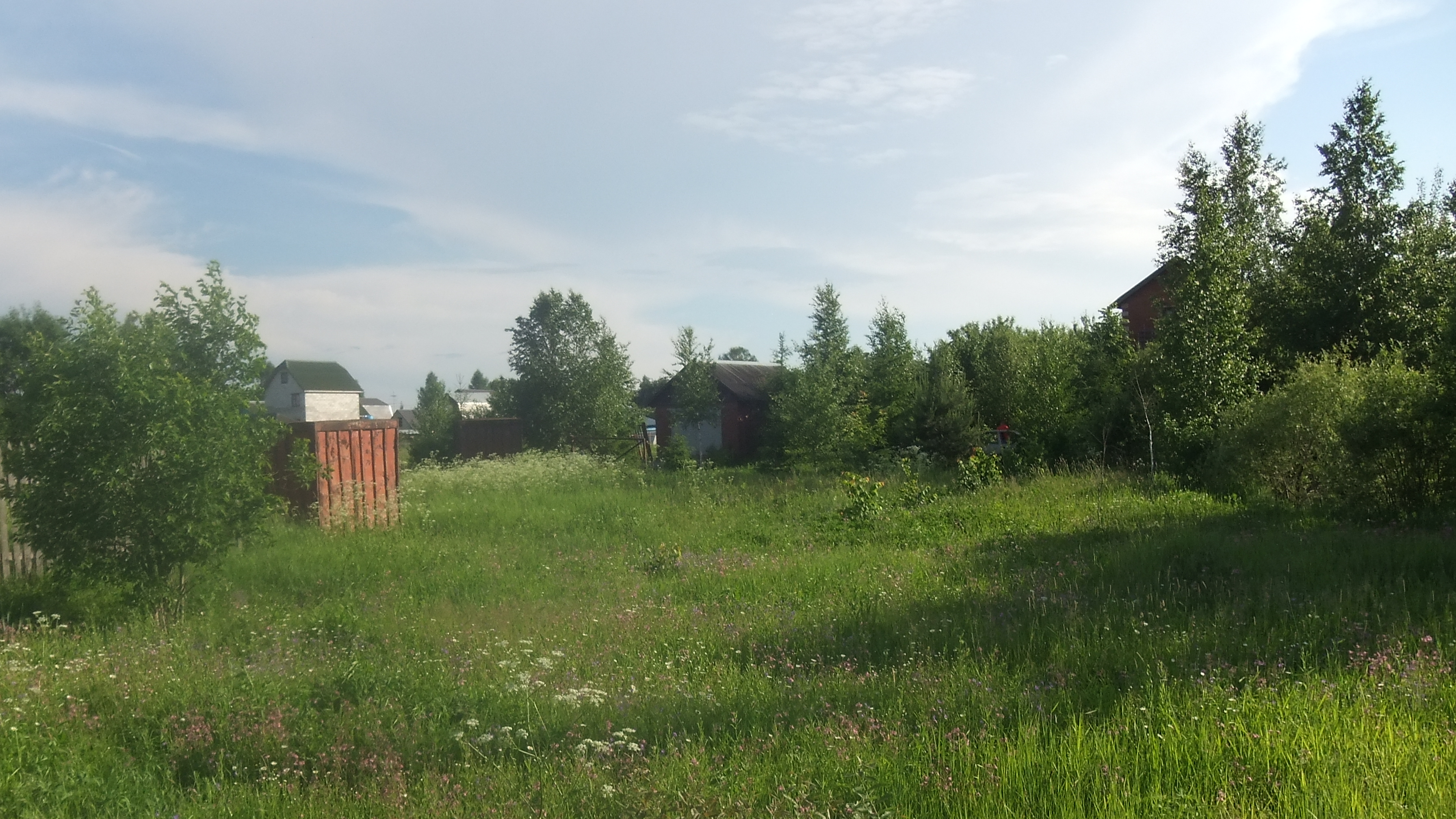
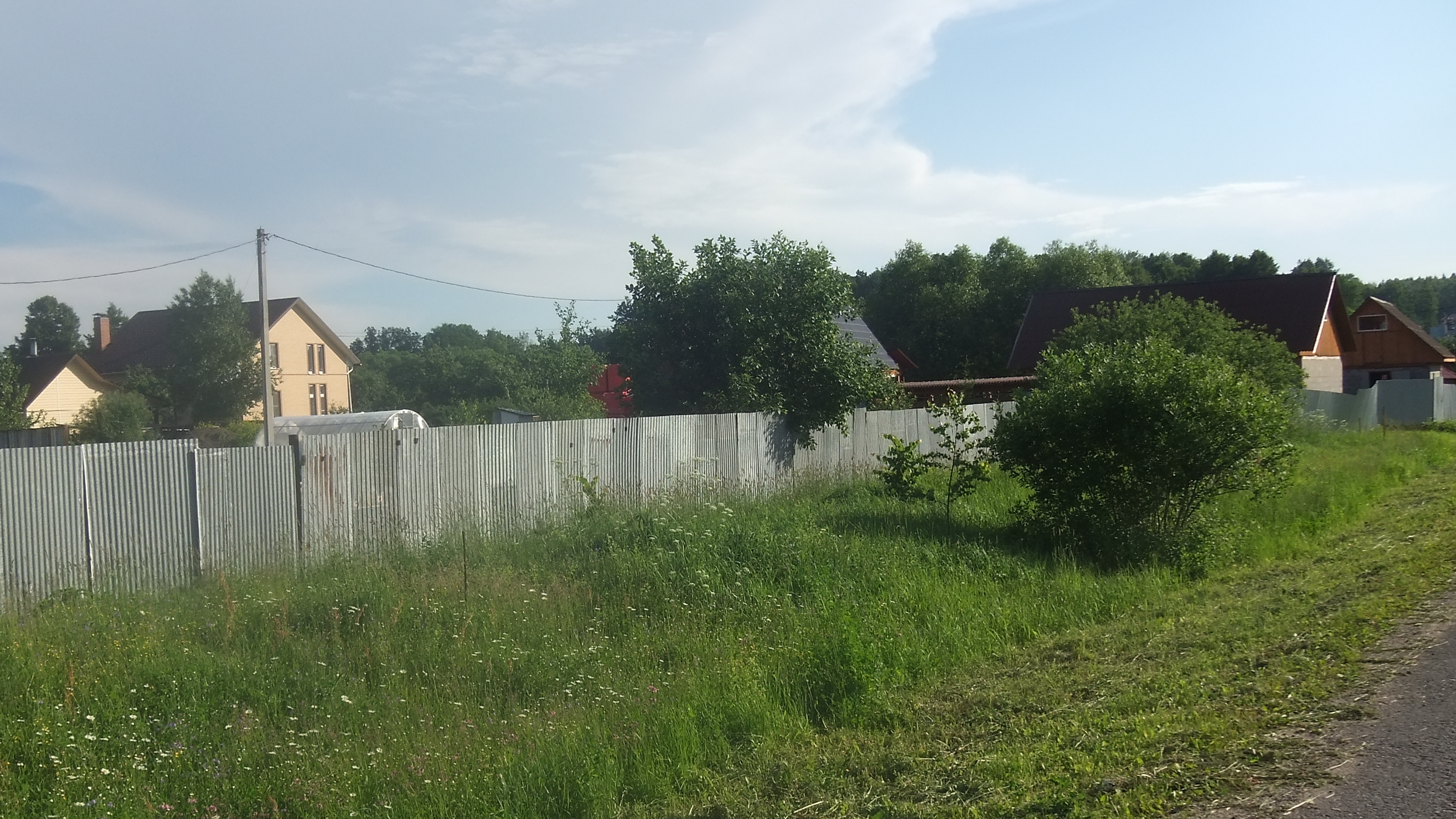
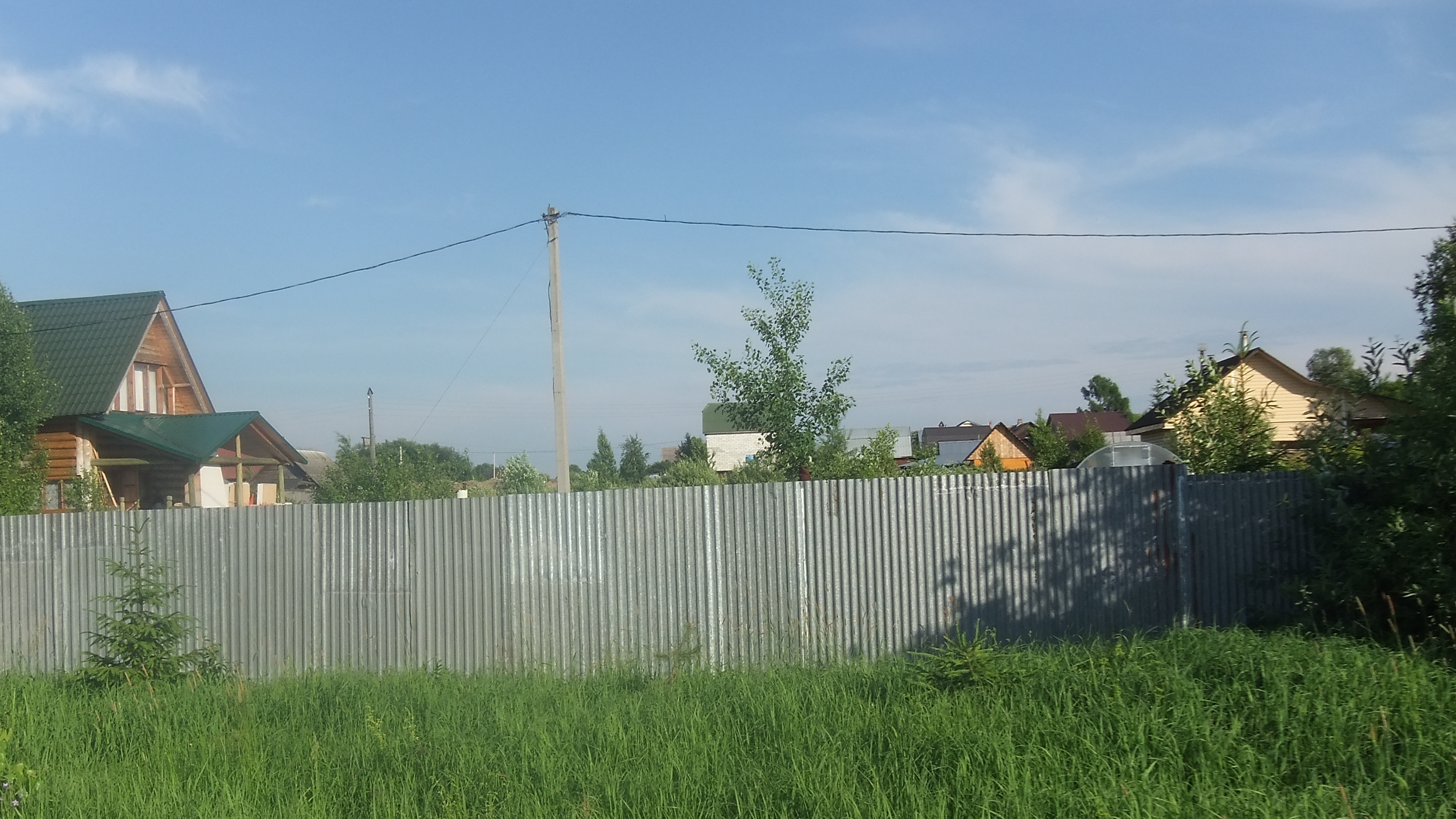
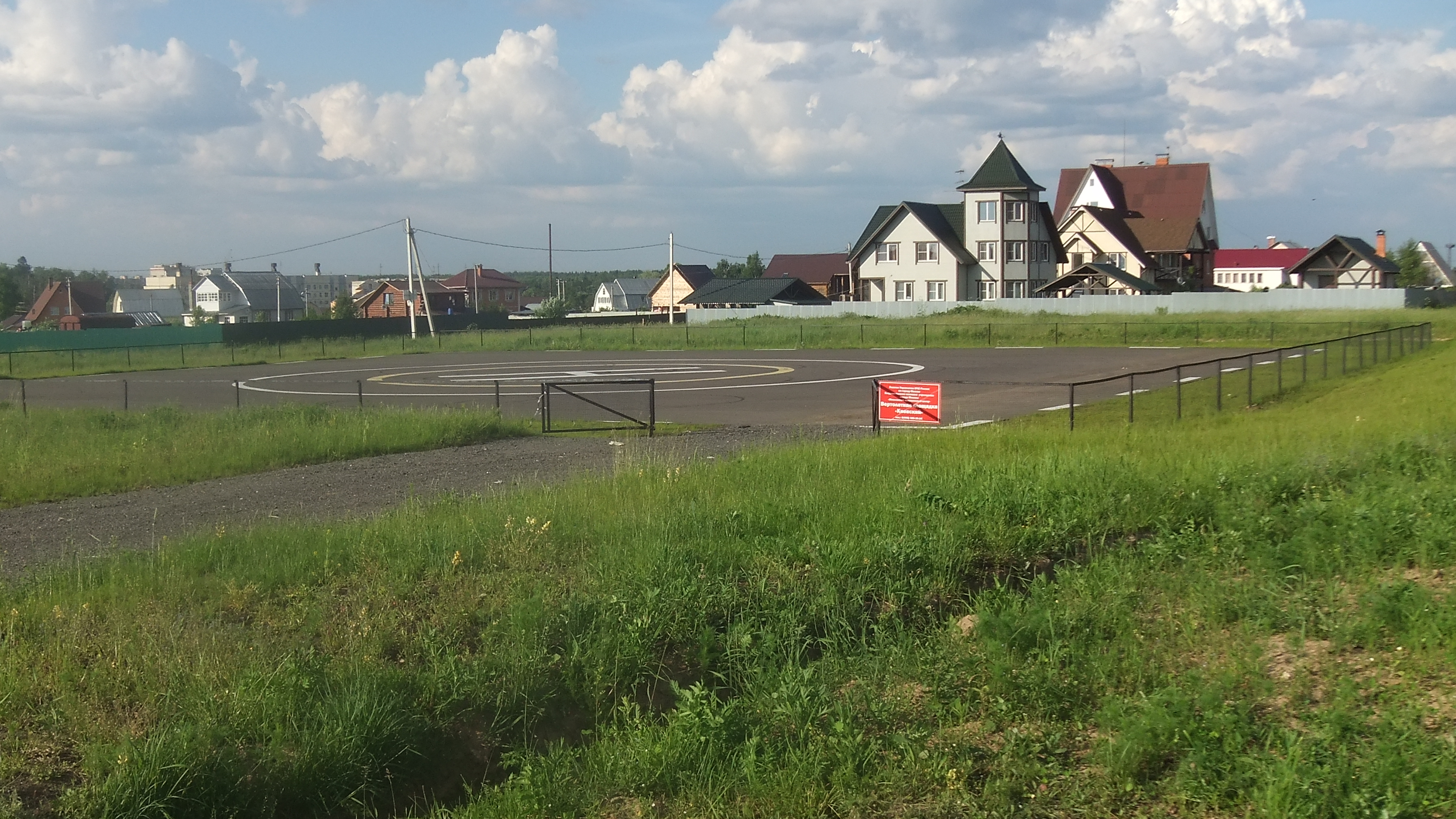
Вертолётная площадка МЧС у деревни
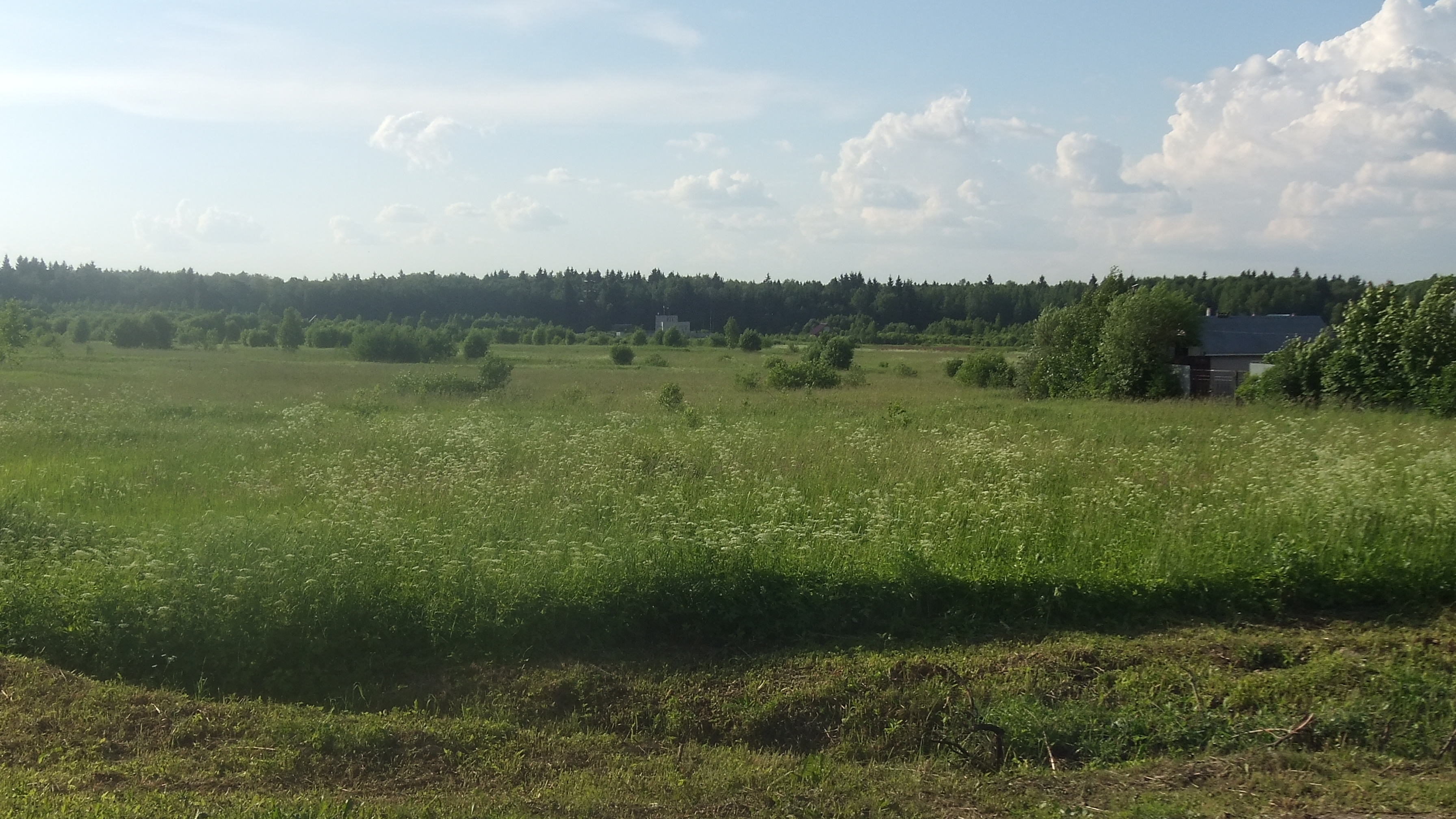
Поляна к северу от деревни
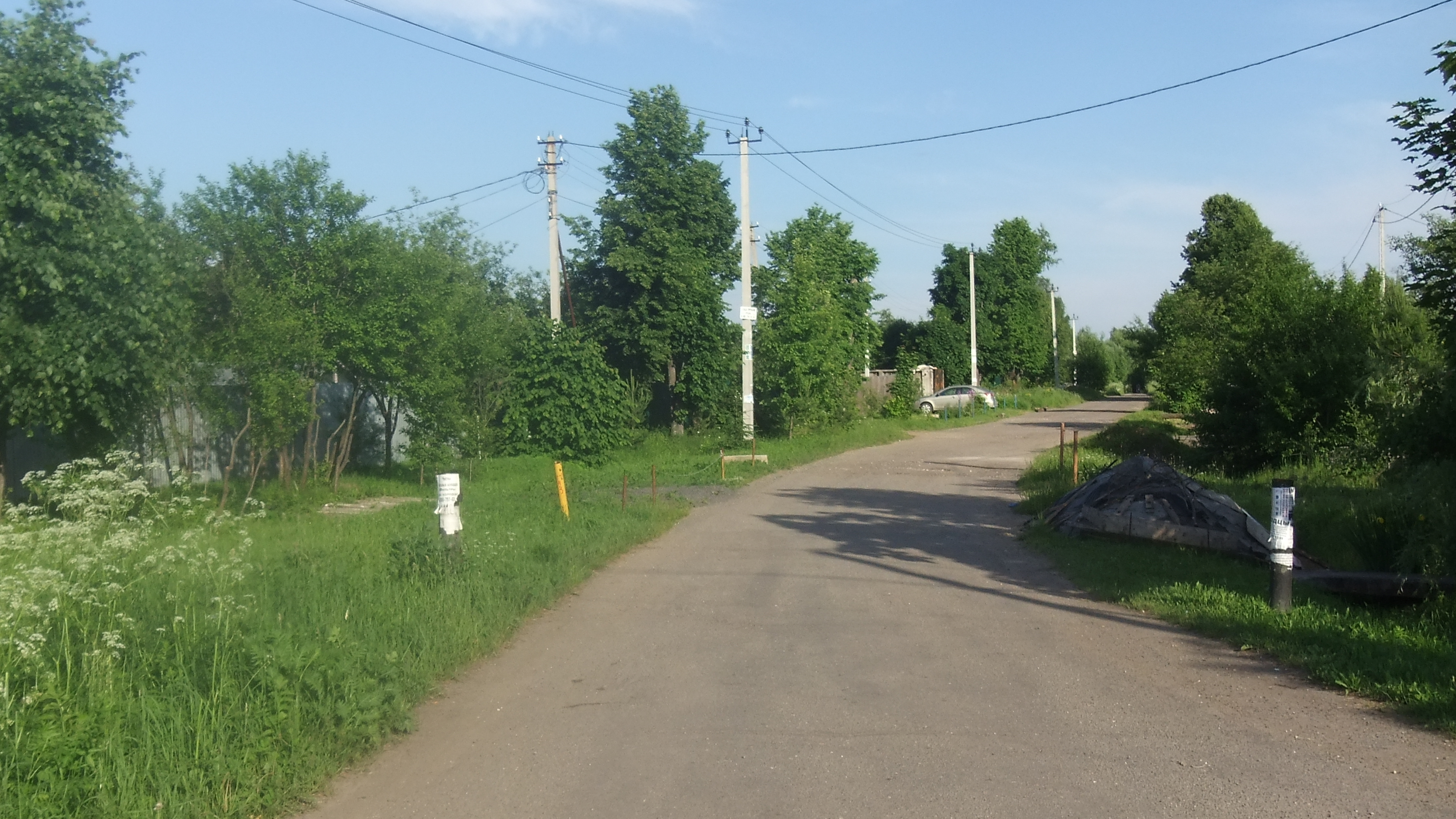
Одна из улиц в деревне
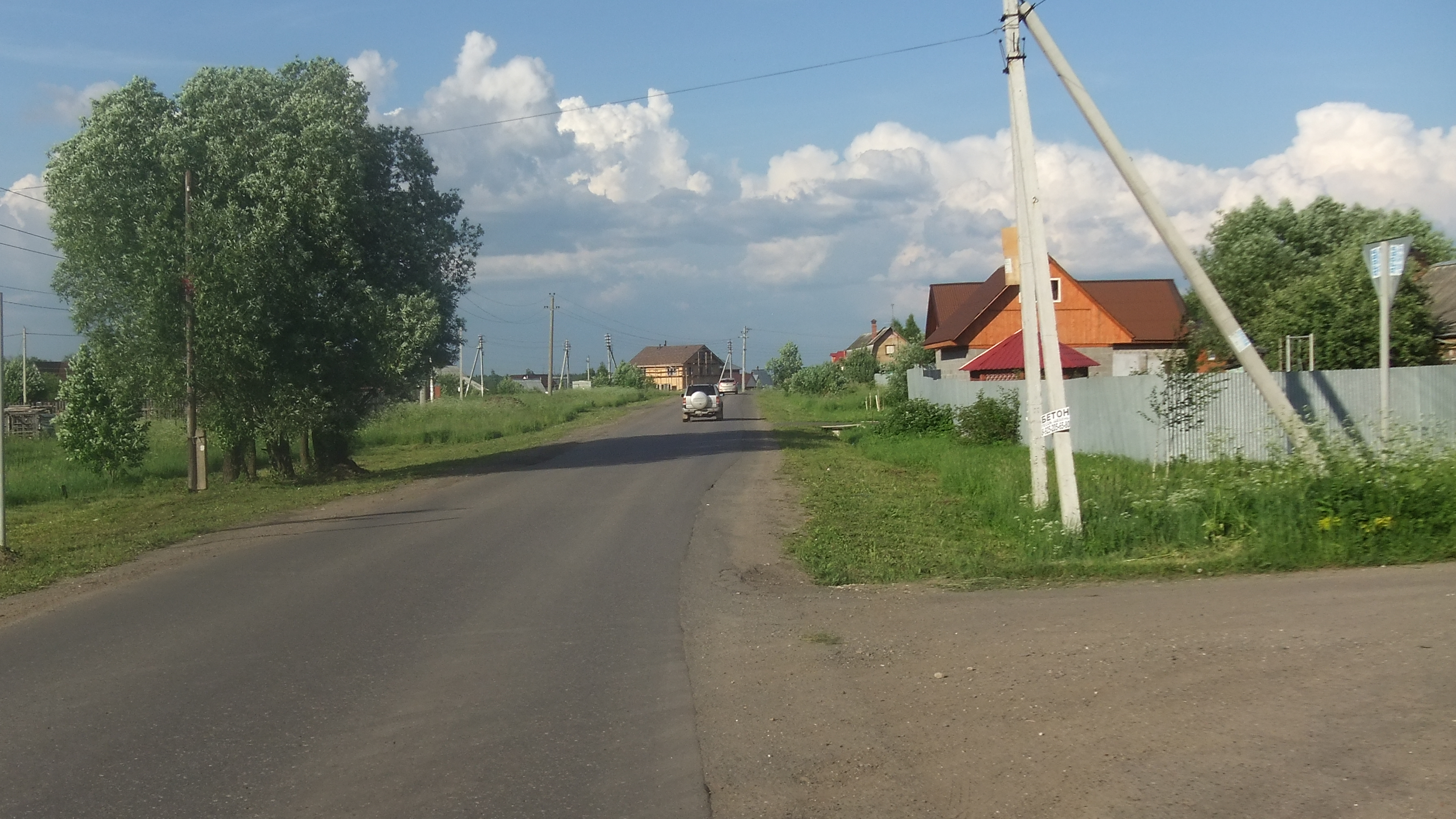
ул. Центральная
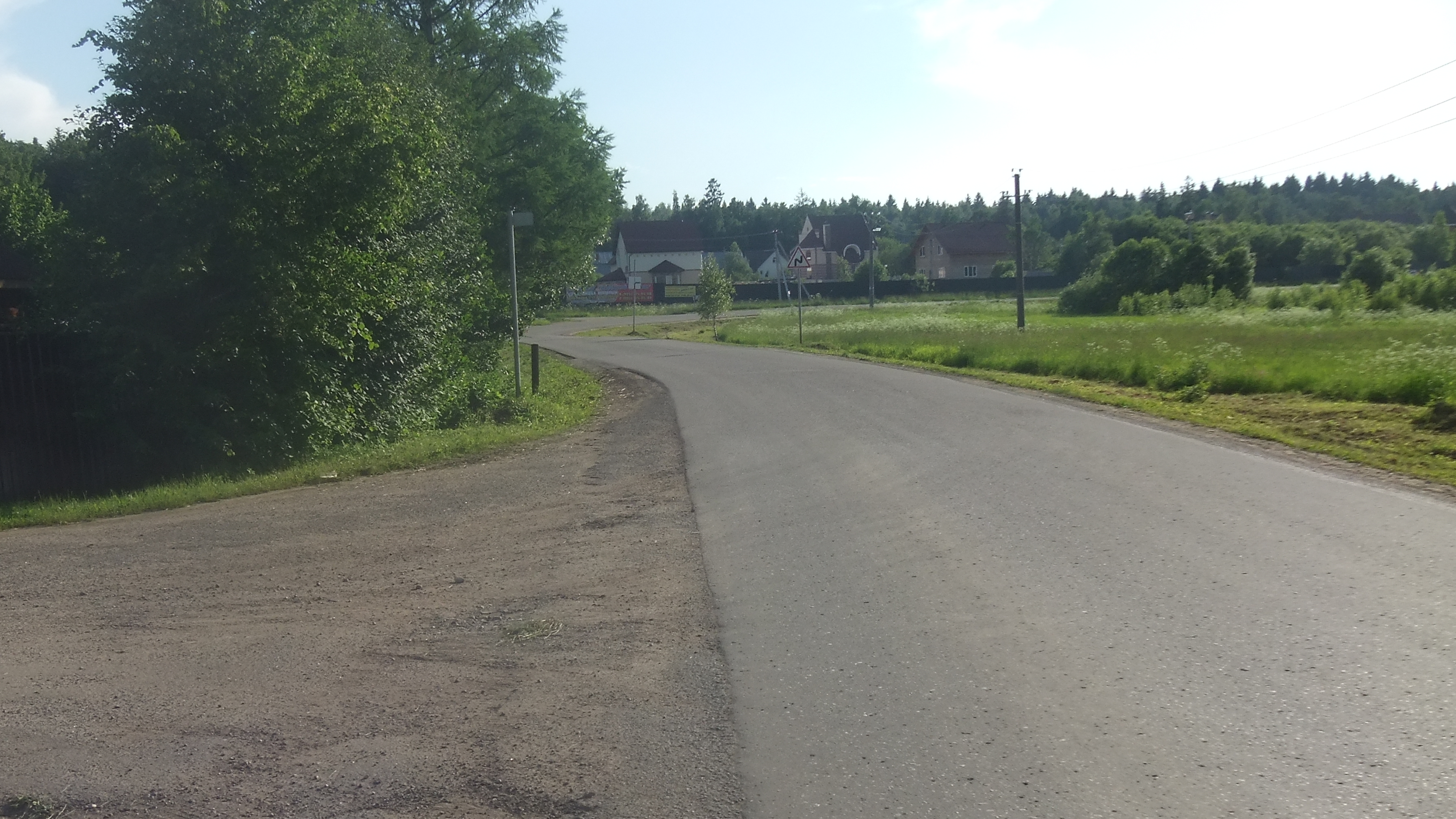
ул. Центральная